# Robert Riskin
Pour les articles homonymes, voir Riskin.
Robert Riskin est un scénariste, producteur et réalisateur américain né le 30 mars 1897 à New York, New York (États-Unis), décédé le 20 septembre 1955 à Beverly Hills (Los Angeles).
Il est connu pour être le scénariste principal des films réalisés par Frank Capra.

## Biographie
Riskin nait à New York dans le Lower East Side de parents juifs, qui ont émigré de la Russie tsariste. Il se rend à l'âge de 17 ans en Floride  où il tourne des courts-métrages, avant de s'engager dans l'armée. À la fin de la guerre il retourne à New York où il produit des pièces pour Broadway, dont certaines comme Bless You, Sister et Many a Slip rencontrent un certain succès. Il poursuit cette activité jusqu'à la crise de 1929 où de nombreux théâtres ferment. Le cinéma passant alors à l'ère du parlant, a besoin de scénariste pour les dialogues. Riskin se rend alors à Hollywood en 1931, la firme Columbia ayant acheté les droits de certaines de ses pièces; sa rencontre avec Frank Capra donnera le film La Femme aux miracles, qui sera le début d'une fructueuse collaboration.
À partir de 1941, il est recruté pour diriger le service de communication des États-Unis à l'étranger. Il en résulte une large campagne de propagande destinée : les "Projections of America", une série de vingt-six courts métrages documentaires projetée vers tous les pays européens,,.

## Filmographie

### Comme scénariste
- 1931 : Illicit d'Archie Mayo
- 1931 : Many a Slip de Vin Moore
- 1931 : Arizona de George B. Seitz
- 1931 : La Femme aux miracles (The Miracle Woman) de Frank Capra
- 1931 : La Blonde platine (Platinum Blonde) de Frank Capra
- 1931 : Men in Her Life de William Beaudine
- 1932 : Three Wise Girls de William Beaudine
- 1932 : The Big Timer (en) d'Edward Buzzell
- 1932 : Shopworn de Nick Grinde
- 1932 : La Ruée (American Madness) de Frank Capra
- 1932 : Night Club Lady d'Irving Cummings
- 1932 : Virtue (en) d'Edward Buzzell
- 1933 : La Profession d'Ann Carver (Ann Carver's Profession) d'Edward Buzzell
- 1933 : Ex-Lady de Robert Florey
- 1933 : Grande Dame d'un jour (Lady for a Day) de Frank Capra
- 1934 : New York-Miami (It Happened One Night) de Frank Capra
- 1934 : La Course de Broadway Bill (Broadway Bill) de Frank Capra
- 1935 : Carnival (en) de Walter Lang
- 1935 : Toute la ville en parle (The Whole Town's Talking) de John Ford
- 1936 : L'Extravagant Mr. Deeds (Mr. Deeds Goes to Town) de Frank Capra
- 1937 : Le Cœur en fête (When You're in Love) réalisé par lui-même
- 1937 : Les Horizons perdus (Lost Horizon) de Frank Capra
- 1938 : Vous ne l'emporterez pas avec vous (You Can't Take It with You) de Frank Capra
- 1938 : Madame et son cowboy (The Cowboy and the Lady) de H.C. Potter
- 1941 : L'Homme de la rue (Meet John Doe) de Frank Capra
- 1941 : Lelki klinika de László Cserépy (adaptation, remake de New York-Miami)
- 1944 : L'introuvable rentre chez lui (The Thin Man Goes Home) de Richard Thorpe
- 1946 : L'Emprise du crime (The Strange Love of Martha Ivers) de Lewis Milestone
- 1947 : La Cité magique (Magic Town) de William A. Wellman
- 1950 : Jour de chance (Riding High) de Frank Capra
- 1950 : La Bonne Combine (Mister 880) d'Edmund Goulding
- 1951 : Madame sort à minuit (Half Angel) de Richard Sale
- 1951 : Si l'on mariait papa (Here Comes the Groom) de Frank Capra
- 1956 : L'Extravagante Héritière (You Can't Run Away from It) de Dick Powell
- 1961 : Milliardaire pour un jour (Pocketful of Miracles) de Frank Capra (remake de Grande Dame d'un jour)
- 2002 : Les Aventures de Mister Deeds (Mr. Deeds) de Steven Brill (remake de L'Extravagant Mr. Deeds)

### comme producteur
- 1939 : They Shall Have Music d'Archie Mayo
- 1939 : The Real Glory de Henry Hathaway
- 1947 : La Cité magique (Magic Town) de William A. Wellman

### comme réalisateur
- 1937 : Le Cœur en fête (When You're in Love)